# Cootie and His Rug Cutters 1937-40
Cootie Williams and His Rug Cutters 1937-40 è un album discografico di raccolta del trombettista jazz statunitense Cootie Williams, pubblicato dall'etichetta discografica svedese Tax Records nel 1970.

## Tracce
Lato A
1. Downtown Uproar – 2:40 (Cootie Williams) – Registrato l'8 marzo 1937 a New York
2. Did Anyone Ever Tell You? – 2:54 (Harold Adamson, Jimmy McHugh) – Registrato il 25 marzo 1937 a New York
3. Jubilesta – 2:45 (Irving Mills, Juan Tizol, Duke Ellington) – Registrato il 26 ottobre 1937 a New York
4. I Can't Give You Anything But Love – 2:33 (Dorothy Fields, Jimmy McHugh) – Registrato il 26 ottobre 1937 a New York
5. A Lesson in C – 2:30 (Irving Mills, Henry Nemo, Duke Ellington) – Registrato il 4 aprile 1938 a New York
6. Ol' Man River – 2:46 (Oscar Hammerstein II, Jerome Kern) – Registrato il 4 aprile 1938 a New York
7. Blue Is the Evening – 3:04 (Harry Akst, Sidney Clare) – Registrato il 2 agosto 1938 a New York
8. Ain't That Gravy Good? – 3:03 (David Fluxy Heywood) – Registrato il 28 febbraio 1939 a New York

Lato B
1. Chasin' Chippies – 2:55 (Cootie Williams, Duke Ellington) – Registrato il 2 agosto 1938 a New York
2. Black Butterfly – 2:38 (Duke Ellington) – Registrato il 15 febbraio 1940 a Chicago, Illinois
3. Where Are You? – 2:49 (Harold Adamson, Jimmy McHugh) – Registrato il 25 marzo 1937 a New York
4. Blues a Poppin' – 2:49 (Cootie Williams) – Registrato il 22 giugno 1939 a New York
5. Top and Bottom – 2:52 (Cootie Williams, Duke Ellington) – Registrato il 22 giugno 1939 a New York
6. Dry So Long – 2:48 (Irving Mills, Jackie Trent, Duke Ellington) – Registrato il 15 febbraio 1940 a Chicago, Illinois
7. Give It Up – 2:54 (Cootie Williams) – Registrato il 15 febbraio 1940 a Chicago, Illinois
8. Tiger Rag – 2:37 (Nick La Rocca) – Registrato l'8 marzo 1937 a New York

## Musicisti
Downtown Uproar

Cootie Williams & His Rug Cutters
- Cootie Williams - tromba
- Jerry Rhea - voce
- Joe Nanton - trombone
- Johnny Hodges - sassofono alto, sassofono soprano
- Harry Carney - sassofono baritono
- Duke Ellington - pianoforte
- Hayes Alvis - contrabbasso
- Sonny Greer - batteria

Did Anyone Ever Tell You?

The Gotham Stompers
- Cootie Williams - tromba
- Ivie Anderson - voce
- Sandy Williams - trombone
- Barney Bigard - clarinetto
- Johnny Hodges - sassofono alto
- Harry Carney - sassofono baritono
- Tommy Fulford - pianoforte
- Bernard Addison - chitarra
- Billy Taylor - contrabbasso
- Chick Webb - batteria
- Wayman Carver - arrangiamento

Jubilesta / I Can't Give You Anything But Love

Cootie Williams & His Rug Cutters
- Cootie Williams - tromba
- Juan Tizol - trombone a pistoni
- Barney Bigard - clarinetto, sassofono tenore
- Otto Hardwick - sassofono alto, sassofono soprano
- Harry Carney - sassofono baritono
- Duke Ellington - pianoforte
- Billy Taylor - contrabbasso
- Sonny Greer - batteria

A Lesson in C / Ol' Man River

Cootie Williams & His Rug Cutters
- Cootie Williams - tromba
- Jerry Kruger - voce
- Joe Nanton - trombone
- Barney Bigard - clarinetto
- Johnny Hodges - sassofono alto
- Otto Hardwick - sassofono alto
- Harry Carney - sassofono baritono
- Duke Ellington - pianoforte
- Fred Guy - chitarra
- Billy Taylor - contrabbasso
- Sonny Greer - batteria

Blue Is the Evening

Cootie Williams & His Rug Cutters
- Cootie Williams - tromba
- Scat Powell - voce
- Barney Bigard - clarinetto, sassofono tenore
- Johnny Hodges - sassofono alto, sassofono soprano
- Otto Hardwick - sassofono alto
- Harry Carney - sassofono baritono
- Duke Ellington - pianoforte
- Billy Taylor - contrabbasso
- Sonny Greer - batteria

Ain't That Gravy Good

Cootie Williams & His Rug Cutters
- Cootie Williams - tromba, voce
- Barney Bigard - clarinetto, sassofono tenore
- Johnny Hodges - sassofono alto
- Harry Carney - sassofono baritono
- Duke Ellington - pianoforte
- Billy Taylor - contrabbasso
- Sonny Greer - batteria

Chasin' Chippies

Cootie Williams & His Rug Cutters
- Cootie Williams - tromba
- Barney Bigard - clarinetto, sassofono tenore
- Johnny Hodges - sassofono alto, sassofono soprano
- Otto Hardwick - sassofono alto
- Harry Carney - sassofono baritono
- Duke Ellington - pianoforte
- Billy Taylor - contrabbasso
- Sonny Greer - batteria

Black Butterfly / Dry So Long / Give It Up

Cootie Williams & His Rug Cutters
- Cootie Williams - tromba, voce (brano: Dry So Long)
- Barney Bigard - clarinetto, sassofono tenore
- Johnny Hodges - sassofono alto
- Harry Carney - sassofono baritono
- Duke Ellington - pianoforte (eccetto nel brano: Give It Up)
- Billy Strayhorn - pianoforte (solo nel brano: Give It Up)
- Jimmy Blanton - contrabbasso
- Sonny Greer - batteria

Where Are You?

The Gotham Stompers
- Cootie Williams - tromba
- Ivie Anderson - voce
- Sandy Williams - trombone
- Barney Bigard - clarinetto
- Johnny Hodges - sassofono alto
- Harry Carney - sassofono baritono
- Tommy Fulford - pianoforte
- Bernard Addison - chitarra
- Billy Taylor - contrabbasso
- Chick Webb - batteria
- Wayman Carver - arrangiamento

Blues a Poppin' / Top and Bottom

Cootie Williams & His Rug Cutters
- Cootie Williams - tromba
- Barney Bigard - clarinetto, sassofono tenore
- Johnny Hodges - sassofono alto
- Harry Carney - sassofono baritono
- Duke Ellington - pianoforte (eccetto nel brano: Blues a Poppin')
- Billy Strayhorn - pianoforte (solo nel brano: Blues a Poppin')
- Billy Taylor - contrabbasso
- Sonny Greer - batteria

Tiger Rag

Cootie Williams & His Rug Cutters
- Cootie Williams - tromba
- Joe Nanton - trombone
- Johnny Hodges - sassofono alto, sassofono soprano
- Harry Carney - sassofono baritono
- Duke Ellington - pianoforte
- Hayes Alvis - contrabbasso
- Sonny Greer - batteria